# Kokyttós Potamós
Kokyttós Potamós är ett vattendrag i Grekland. Det ligger i den västra delen av landet, 300 km nordväst om huvudstaden Aten.